# Чемпионат Москвы по футболу 1918 (осень)
Чемпионат Москвы по футболу 1918 (осень) стал ХI первенством, организованным Московской футбольной лигой (МФЛ).
Турнир главных команд (Класс «А») носил название Кубок Фульда.
Чемпионом в четвёртый раз в своей истории стал клуб «Замоскворецкий» КС, сделавший в данном сезоне своеобразный «дубль» — выигрыш весеннего и осеннего первенств.

## Организация и проведение турнира
Структура осеннего первенства не претерпела изменений: в классе «А» выступали восемь клубов: к шести участникам прошлогоднего кубка Фульда прибавились победители класса «Б» — клубы ОЛЛС и СК «Замоскворечье».
Каждый из клубов мог выставить по три команды (всего 24 команды), но некоторые из младших команд по ходу первенства были сняты и турнир закончили лишь 18 из них. Они разыгрывали традиционные кубки (Фульда, Вашке и Миндера). С учётом существующей и для младших команд ротации между классами, некоторые из младших команд класса «А» выступали в классе «Б».
В классе «Б» выступали восемь клубов, выставившие по восемь I и II и шесть III команд, разыгравшие кубок Мусси и прочие соревнования своего класса. Здесь также не обошлось без снятий: среди I и II команд турнир закончила лишь половина первоначальных участников. Аналогично, с учётом ротации, некоторые из младших клубов выступали в классе «А».
В классе «В» участвовали четырнадцать клубов, выставившие четырнадцать I, восемь II и, минимум три III команды (с ними также соревновались IV команды класса «А» числом не менее двух — результаты турнира этих команд известны неполностью). Здесь также не обошлось без снятий ряда команд по ходу чемпионата.
Таким образом, всего на одиннадцати соревновательных уровнях приняли участие 73 команды (по неполным данным), представлявшие 30 клубов.
По итогам первенств предусматривался обмен между классами: неудачник класса «А» и победитель класса «Б» должны были провести матч за право участия на будущий сезон в классе «А».
На высшем уровне (I команды класса «А») участвовали 8 команд
- «Новогиреево»
- КС «Орехово»
- «Физическое воспитание»
- КФ «Сокольники»
- «Сокольнический» КЛ
- «Замоскворецкий» КС
- СК «Замоскворечье»
- ОЛЛС

## Ход турнира (I команды класса «А»)
Чемпионат стартовал 18 августа. Игры прошли в два круга.

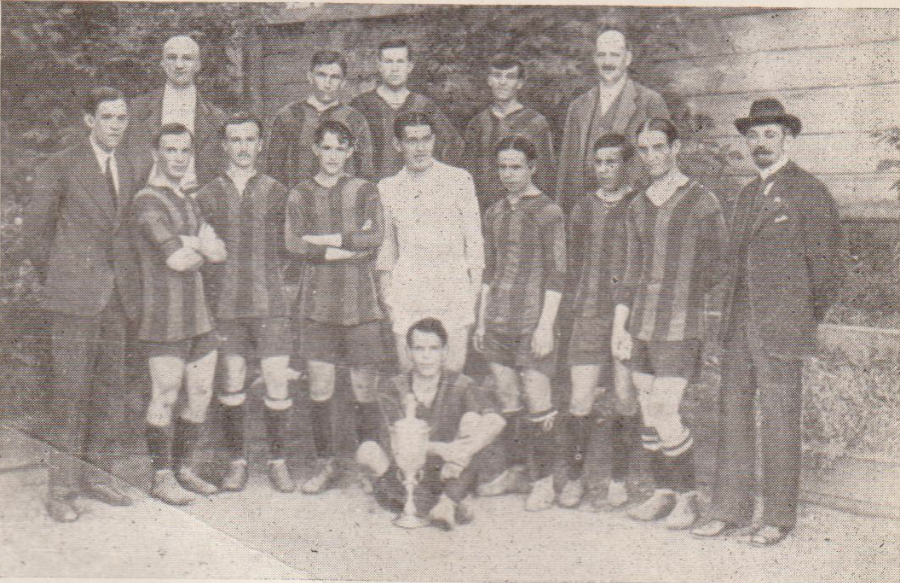
«Замоскворецкий» КС

В чемпионате уверенно победил «Замоскворецкий» КС, первые очки потерявший лишь за два тура до финиша. За все последующие места развернулась острейшая борьба (на финише все команды оказались в пятиочковом интервале), в которой успех КС «Орехово» в значительной мере определился удачными домашними выступлениями (в том числе двумя неявками соперников в Орехово). Вообще обстановка бурного времени не способствовала путешествиям — те же ореховцы, например, добрались в Москву на матч с СК «Замоскворечье» после ряда приключений в составе аж девяти человек (в числе которых было два вратаря) и потерпели разгромное поражение 1:10. Ставший уже легендарным клуб «Новогиреево» претерпел во второй половине сезона практически непреодолимые трудности материально-организационного характера (связанные, в первую очередь, с национализацией новой властью некогда элитного дачного поселка, давшего жизнь клубу) и, хотя и сохранил место в высшей группе, был впоследствии навсегда расформирован.
Однако, несмотря на разгорающуюся гражданскую войну и связанную с нею гуманитарную катастрофу (вызывает удивление, как вообще в таких условиях нашлось место футболу), МФЛ сумела организовать и провести довольно масштабное для того времени футбольное первенство.

### Турнирная таблица
| № | Команды                 | 1       | 2        | 3       | 4       | 5        | 6       | 7       | 8       | В  | Н | П | М       | О  |
| - | ----------------------- | ------- | -------- | ------- | ------- | -------- | ------- | ------- | ------- | -- | - | - | ------- | -- |
|   | «Замоскворецкий» КС     |         | 3:1 2:1  | 2:0 5:1 | 9:0 4:0 | 6:0 4:3  | 8:0 -:+ | 5:0 4:1 | 5:0 0:1 | 12 | 0 | 2 | 57 — 8  | 24 |
|   | КС «Орехово»            | 1:2 1:3 |          | 4:1 1:6 | 5:1 1:0 | 7:1 1:10 | 5:3 0:1 | +:- 2:3 | +:- 1:1 | 7  | 1 | 6 | 29 — 32 | 15 |
|   | ОЛЛС                    | 1:5 0:2 | 6:1 1:4  |         | 0:2 1:3 | 1:4 2:1  | 6:2 0:1 | 4:2 5:4 | 1:0 2:1 | 7  | 0 | 7 | 30 — 32 | 14 |
| 4 | «Сокольнический» КЛ     | 0:4 0:9 | 0:1 1:5  | 3:1 2:0 |         | 1:1 2:4  | 1:0 4:4 | 3:2 5:7 | 5:1 2:1 | 6  | 2 | 6 | 29 — 40 | 14 |
| 5 | СК «Замоскворечье»      | 3:4 0:6 | 10:1 1:7 | 1:2 4:1 | 4:2 1:1 |          | 5:6 1:8 | 6:3 3:0 | 6:0 1:2 | 6  | 1 | 7 | 46 — 43 | 13 |
| 6 | КФ «Сокольники»         | +:- 0:8 | 1:0 3:5  | 1:0 2:6 | 1:1 0:1 | 8:1 6:5  |         | 0:3 1:6 | 1:1 1:2 | 5  | 2 | 7 | 28 — 42 | 12 |
| 7 | «Новогиреево»           | 1:4 0:5 | 3:2 -:+  | 4:5 2:4 | 7:5 2:3 | 0:3 3:6  | 6:1 3:0 |         | 3:4 5:2 | 5  | 0 | 9 | 39 — 44 | 10 |
| 8 | «Физическое воспитание» | 1:0 0:5 | 1:1 -:+  | 1:2 0:1 | 1:2 1:5 | 2:1 0:6  | 2:1 1:1 | 2:5 4:3 |         | 4  | 2 | 8 | 16 — 33 | 10 |

### Матчи
| 18 авг | СК «Замоскворечье» | 6:0 | «Физическое воспитание» | Москва            |
| |                    |     |                         | Стадион: поле СКЗ |
| СК «Замоскворечье»: Н.Соколов - Ботунов, Бочаров - Трофимов, Селин, Вс.Кузнецов - Выборнов, Лякстутович, Георгиевский, М.Сушков, Федотов Физическое воспитание: А.Мигунов - Мигунов-III, Королев - Ноготков, Лепорский, Уткин - Мигунов-I, Абрамов, В.Гридин, С.Троицкий, Е.Панов |                    |     |                         |                   |

| 18 авг | КС «Орехово» | 5:3 | КФ «Сокольники» | Орехово-Зуево     |
| |              |     |                 | Стадион: поле КСО |
| КС «Орехово»: Туранов - Антонов, Леваков - Жаворонков, К.Андреев, А.Степанов - Перницкий, Завьялов, Г.Архангельский, Федяев, Шапошников КФ «Сокольники»: В.Денисов - Немиров, Меморский - Малахов, А.Филиппов, И.Овечкин - Шумель, Койманс, М.Денисов, А.Петров, Епанешников |              |     |                 |                   |

| 18 авг | «Замоскворецкий» КС             | 4:1 | «Новогиреево»         | Новогиреево                      |
| | - Шурупов - Исаков - К.Васильев |     | 10′ (пен.) Н.Троицкий | Стадион: поле НСО Судья: Э.Фиала |
| «Замоскворецкий» КС: Н.Лавров - В.Федоров, Розенберг - М.Романов, К.Блинков, П.Лавров - Малюков, Шурупов, Исаков, К.Васильев, С.Романов Новогиреево: Данилов - Игнатов, Н.Коротков - В.Леонтьев, Васильев, Артемьев - С.Чесноков, Н.Троицкий, Цыпленков, Канунников, Фигурновский |                                 |     |                       |                                  |

| 18 авг | «Сокольнический» КЛ | 3:1 | ОЛЛС | Москва            |
| |                     |     |      | Стадион: поле СКС |
| «Сокольнический» КЛ: Дуров - Савин, Тяпкин - В.Ратов, Немухин, Бункин - Бахмутский, Горячов, Г.Чинилин, Мартынов, Багров |                     |     |      |                   |

| 19 авг | КС «Орехово» | 7:1 | СК «Замоскворечье» | Москва            |
|        |              |     |                    | Стадион: поле ОФВ |

| 19 авг | «Замоскворецкий» КС | 2:0 | ОЛЛС | Москва            |
| |                     |     |      | Стадион: поле ЗКС |
| «Замоскворецкий» КС: ... Розенберг, Шурупов, Исаков... ОЛЛС: ... Шмидт, М.Исаев, Готбот, Н.Майтов, Пенязев ... |                     |     |      |                   |

| 19 авг | КФ «Сокольники» | 4:4 | «Сокольнический» КЛ | Москва            |
|        |                 |     |                     | Стадион: поле СКС |

| 19 авг | «Новогиреево» | 5:2 | «Физическое воспитание» | Москва            |
|        |               |     |                         | Стадион: поле ОФВ |

| 25 авг | «Физическое воспитание» | 1:1 | КС «Орехово» | Москва            |
|        |                         |     |              | Стадион: поле ОФВ |

| 25 авг | «Замоскворецкий» КС | 4:0 | «Сокольнический» КЛ | Москва            |
| |                     |     |                     | Стадион: поле СКС |
| «Замоскворецкий» КС: Н.Лавров - В.Федоров, Розенберг - М.Романов, К.Блинков, П.Лавров - Малюков, Шурупов, Каширин, Евстигнеев, С.Романов |                     |     |                     |                   |

| 25 авг | «Новогиреево» | 6:1 | КФ «Сокольники» | Новогиреево       |
|        |               |     |                 | Стадион: поле НСО |

| 25 авг | ОЛЛС | 2:1 | СК «Замоскворечье» | Москва            |
|        |      |     |                    | Стадион: поле СКЗ |

| 28 авг | КС «Орехово» | 5:1 | «Сокольнический» КЛ | Орехово-Зуево     |
|        |              |     |                     | Стадион: поле КСО |

| 28 авг | «Замоскворецкий» КС                             | 6:0 | СК «Замоскворечье» | Москва            |
| | - К.Васильев 4′ (3)′ 70′ 86′ - Шурупов (2)′ 50′ |     |                    | Стадион: поле ЗКС |
| «Замоскворецкий» КС: Н.Лавров - В.Федоров, С.Сысоев - М.Романов, К.Блинков, П.Лавров - Малюков, Шурупов, Каширин, К.Васильев, С.Романов СК «Замоскворечье»: Н.Соколов - Ботунов, Венкин - Новиков, Селин, Вс.Кузнецов - Выборнов, Лякстутович, Георгиевский, М.Сушков, Климов |                                                 |     |                    |                   |

| 28 авг | ОЛЛС | 5:4 | «Новогиреево» | Новогиреево       |
|        |      |     |               | Стадион: поле НСО |

| 28 авг | КФ «Сокольники» | 1:1 | «Физическое воспитание» | Москва            |
|        |                 |     |                         | Стадион: поле СКС |

| 1 сен | «Новогиреево» | 3:2 | КС «Орехово» | Новогиреево       |
| |               |     |              | Стадион: поле НСО |
| Новогиреево: Данилов - Игнатов, Н.Коротков - В.Леонтьев, Васильев, Фигурновский - С.Чесноков, Н.Троицкий, Цыпленков, Канунников, Артемьев КС «Орехово»: Туранов - Антонов, Леваков - Жаворонков, К.Андреев, А.Степанов - А.Кротов, Завьялов, Г.Архангельский, Федяев, Шапошников |               |     |              |                   |

| 1 сен | «Сокольнический» КЛ | 1:1 | СК «Замоскворечье» | Москва            |
|       |                     |     |                    | Стадион: поле СКС |

| 1 сен | «Замоскворецкий» КС | 5:0 | «Физическое воспитание» | Москва            |
|       |                     |     |                         | Стадион: поле ЗКС |

| 1 сен | ОЛЛС | 6:2 | КФ «Сокольники» | Москва             |
|       |      |     |                 | Стадион: поле ОЛЛС |

| 8 сен | «Замоскворецкий» КС | 2:1 | КС «Орехово»          | Орехово-Зуево                    |
| | - Шурупов 39′ 43′   |     | - 41′ Г.Архангельский | Стадион: поле КСО Судья: Э.Фиала |
| «Замоскворецкий» КС: Н.Лавров - Розенберг, С.Сысоев - ... Романов, Малюков, Шурупов, Исаков ... КС «Орехово»: Туранов - ... Леваков, Жаворонков, К.Андреев, А.Степанов, Г.Архангельский, Шапошников ... |                     |     |                       |                                  |

| 8 сен | «Новогиреево» | 7:5 | «Сокольнический» КЛ | Новогиреево       |
|       |               |     |                     | Стадион: поле НСО |

| 8 сен | КФ «Сокольники» | 8:1 | СК «Замоскворечье» | Москва            |
|       |                 |     |                    | Стадион: поле СКС |

| 8 сен | ОЛЛС | 2:1 | «Физическое воспитание» | Москва            |
|       |      |     |                         | Стадион: поле ОФВ |

| 11 сен | КС «Орехово» | 4:1 | ОЛЛС | Орехово-Зуево     |
|        |              |     |      | Стадион: поле КСО |

| 11 сен | СК «Замоскворечье»                               | 6:3 | «Новогиреево»     | Москва                             |
| | - Лякстутович 2:1′ - Георгиевский 3:1′ 4:1′ 6:3′ |     | - 4:2′ Н.Троицкий | Стадион: поле СКЗ Судья: Б.Гартман |
| СК «Замоскворечье»: ... Лякстутович, Георгиевский ... Новогиреево: ... Игнатов, Н.Коротков, Н.Троицкий ... |                                                  |     |                   |                                    |

| 11 сен | ОЛЛС | 5:1 | «Физическое воспитание» | Москва            |
|        |      |     |                         | Стадион: поле СКС |

| 11 сен | «Замоскворецкий» КС | 8:0 | КФ «Сокольники» | Москва            |
|        |                     |     |                 | Стадион: поле ЗКС |

| 15 сен | КФ «Сокольники» | 1:0 | КС «Орехово» | Москва                           |
| | - М.Денисов     |     |              | Стадион: поле СКС Судья: А.Свифт |
| КФ «Сокольники»: В.Денисов - Акимов, Н.Савостьянов - В.Смирнов, А.Филиппов, Махлин - Шумель, М.Денисов, Н.Денисов, Б.Титов, Житарев КС «Орехово»: Туранов - К.Андреев, Леваков - Андрианов, Евстюнин, Беляев - Перницкий, Завьялов, А.Кротов, Шапошников |                 |     |              |                                  |

| 15 сен | «Замоскворецкий» КС | 5:0 | «Новогиреево» | Москва                           |
| | - Шурупов           |     |               | Стадион: поле ЗКС Судья: Э.Фиала |
| «Замоскворецкий» КС: Н.Лавров - Розенберг, С.Сысоев - М.Романов, К.Блинков, П.Лавров - Малюков, Шурупов, Исаков, К.Васильев, С.Романов Новогиреево: Данилов - Игнатов, Н.Корнеев - В.Леонтьев, Мошаров, Канаев - С.Чесноков, Н.Троицкий, С.Пономарев, Канунников, Артемьев |                     |     |               |                                  |

| 15 сен | «Сокольнический» КЛ | 2:0 | ОЛЛС | Москва                              |
| | - В.Ратов - Багров  |     |      | Стадион: поле ОЛЛС Судья: К.Бертрам |
| «Сокольнический» КЛ: Зубов - Ершов, Немухин - М.Ратов, Макаров, Бункин - Бозов, Горячов, В.Ратов, Мартынов, Багров ОЛЛС: Евстафьев - М.Исаев, Шмидт - Пенязев, Н.Майтов, Готбот - Вл.Гроссе, В.Григорьев, Вен.Гроссе, Жибоедов, Носов |                     |     |      |                                     |

| 15 сен | «Физическое воспитание» | 2:1 | СК «Замоскворечье» | Москва            |
|        |                         |     |                    | Стадион: поле ОФВ |

| 21 сен | СК «Замоскворечье»        | 10:1 | КС «Орехово» | Москва           |
| | - Георгиевский - М.Сушков |      |              | Судья: Б.Гартман |
| СК «Замоскворечье»: ... Рущинский, Георгиевский, М.Сушков ... КС «Орехово»: ... Н.Макаров, Туранов, А.Кротов, Перницкий, Г.Архангельский ... |                           |      |              |                  |

| 21 сен | «Сокольнический» КЛ | 1:0 | КФ «Сокольники» | Москва            |
|        |                     |     |                 | Стадион: поле СКС |

| 21 сен | «Замоскворецкий» КС                           | 5:1 | ОЛЛС               | Москва                                  |
| | - Вершистка 1:0′ - Шурупов 2:0′ - Исаков 3:0′ |     | - 4:1′ В.Григорьев | Стадион: поле ОЛЛС Судья: И.Савостьянов |
| «Замоскворецкий» КС: Н.Лавров - ... К.Блинков, П.Лавров - Малюков, Шурупов, Исаков, Вершистка, ... ОЛЛС: ... М.Исаев, Шмидт, Н.Майтов, В.Григорьев, Жибоедов ... |                                               |     |                    |                                         |

| 21 сен | «Новогиреево» | 3:4 | «Физическое воспитание» | Новогиреево       |
|        |               |     |                         | Стадион: поле НСО |

| 22 сен | «Замоскворецкий» КС | 9:0 | «Сокольнический» КЛ | Москва            |
|        |                     |     |                     | Стадион: поле ЗКС |

| 22 сен | СК «Замоскворечье» | 4:1 | ОЛЛС     | Москва                 |
| | - Готбот (авт.)    |     | - Готбот | Стадион: поле «Униона» |
| СК «Замоскворечье»: ... Голубчиков, Рущинский, Селин 65', Лякстутович, Георгиевский ... · ОЛЛС: ... М.Исаев, Готбот ... |                    |     |          |                        |

| 22 сен | «Новогиреево» | 3:0 | КФ «Сокольники» | Москва            |
|        |               |     |                 | Стадион: поле СКС |

| 22 сен | КС «Орехово» | +:- | «Физическое воспитание» | Орехово-Зуево     |
|        |              |     |                         | Стадион: поле КСО |

| 27 сен | КС «Орехово» | 1:0 | «Сокольнический» КЛ | Москва            |
|        |              |     |                     | Стадион: поле СКС |

| до 29 сен | «Замоскворецкий» КС | 4:3 | СК «Замоскворечье» | Москва                             |
| | - Шурупов 3:3′ 4:3′ |     |                    | Стадион: поле СКЗ Судья: Б.Гартман |
| «Замоскворецкий» КС: Бабыкин - Розенберг, С.Сысоев - М.Романов, К.Блинков, П.Лавров - Малюков, Шурупов, Исаков, К.Васильев, ... · СК «Замоскворечье»: Н.Соколов - Бочаров, Вс.Кузнецов, Селин 65', Голубчиков, Филимонов, ... |                     |     |                    |                                    |

| 27 сен | ОЛЛС | 4:2 | «Новогиреево» | Москва             |
|        |      |     |               | Стадион: поле ОЛЛС |

| 27 сен | «Физическое воспитание» | 2:1 | КФ «Сокольники» | Москва            |
|        |                         |     |                 | Стадион: поле ОФВ |

| 27 сен | СК «Замоскворечье»                     | 4:2 | «Сокольнический» КЛ | Москва       |
| | - Георгиевский 1:0′ - Лякстутович 2:1′ |     | - 1:1′ Мартынов     | Стадион: СКЗ |
| СК «Замоскворечье»: Н.Соколов - Голубчиков, Бочаров - Рущинский, ..., Вс.Кузнецов - ... Лякстутович, Георгиевский ... «Сокольнический» КЛ: ... Макаров, Бункин, Бозов, Мартынов, Багров ... |                                        |     |                     |              |

| 27 сен | «Физическое воспитание» | 1:0 | «Замоскворецкий» КС | Москва            |
| |                         |     |                     | Стадион: поле ЗКС |
| Физическое воспитание: А.Мигунов - Королев, Митюшин - Ноготков, Лепорский, Покидышев - Круглов, Решетов, В.Гридин, А.Холин, Бондарюк |                         |     |                     |                   |

| 27 сен | КФ «Сокольники» | 1:0 | ОЛЛС | Москва            |
|        |                 |     |      | Стадион: поле СКС |

| 22 сен | КС «Орехово» | +:- | «Новогиреево» | Орехово-Зуево     |
|        |              |     |               | Стадион: поле КСО |

| 6 окт | «Замоскворецкий» КС                      | 3:1 | КС «Орехово» | Москва                          |
| | - П.Лавров - Шурупов (пен.) - К.Васильев |     | - Перницкий  | Стадион: поле ЗКС Судья: Миллер |
| «Замоскворецкий» КС: Н.Лавров - Розенберг, В.Федоров - М.Романов, К.Блинков, П.Лавров - Малюков, Шурупов, Исаков, К.Васильев, С.Романов КС «Орехово»: ... К.Андреев, Леваков, Перницкий, А.Кротов, Шапошников ... |                                          |     |              |                                 |

| 6 окт | ОЛЛС | 1:0 | «Физическое воспитание» | Москва                                  |
| |      |     |                         | Стадион: поле «Униона» Судья: Б.Гартман |
| ОЛЛС: Мохов - М.Исаев, Шмидт - Пенязев, Н.Майтов, Готбот - Вл.Гроссе, В.Григорьев, Вен.Гроссе, Жибоедов, Кутель Физическое воспитание: А.Мигунов - Мигунов-III, С.Егоров - Покидышев, Лепорский, Королев - Круглов, Решетов, В.Гридин, А.Холин, Бондарюк |      |     |                         |                                         |

| 6 окт | КФ «Сокольники» | 6:5 | СК «Замоскворечье» | Москва                      |
| |                 |     |                    | Стадион: СКЗ Судья: Э.Фиала |
| КФ «Сокольники»: Лобанов - Акимов, Тиксон - Малахов, А.Филиппов, Меморский - Шумель, М.Денисов, Н.Денисов, Б.Титов, Епанешников СК «Замоскворечье»: Н.Соколов - Голубчиков, Бочаров - Рущинский, Селин, Медников - Выборнов, Лякстутович, Георгиевский, М.Сушков, Филимонов |                 |     |                    |                             |

| 6 окт | «Сокольнический» КЛ | 3:2 | «Новогиреево» | Москва                      |
| |                     |     |               | Стадион: СКС Судья: П.Бозов |
| «Сокольнический» КЛ: Зубов - Константинов, Ершов - В.Ратов, Макаров, Бункин - Бозов, Горячов, Г.Чинилин, Мартынов, Багров Новогиреево: Данилов - Игнатов, Канаев - В.Леонтьев, И.Артемьев, Семиков - С.Чесноков, Н.Троицкий, Мошаров, Канунников, П.Артемьев |                     |     |               |                             |

| 9 окт | ОЛЛС | 6:1 | КС «Орехово» | Москва                 |
|       |      |     |              | Стадион: поле «Униона» |

| 9 окт | «Сокольнический» КЛ | 2:1 | «Физическое воспитание» | Москва            |
|       |                     |     |                         | Стадион: поле ОФВ |

| 9 окт | СК «Замоскворечье» | 3:0 | «Новогиреево» | Новогиреево       |
|       |                    |     |               | Стадион: поле НСО |

| 9 окт | КФ «Сокольники» | +:- | «Замоскворецкий» КС | Москва            |
|       |                 |     |                     | Стадион: поле СКС |

| 20 окт | «Новогиреево» | 4:1 | «Физическое воспитание» | Москва |

### Потуровая таблица
| № тура / Команда        | 1                   | 2 | 3 | 4 | 5 | 6 | 7 | 8 | 9 | 10 | 11 | 12 | 13 | 14 |   |
| ----------------------- | ------------------- | - | - | - | - | - | - | - | - | -- | -- | -- | -- | -- | - |
| № тура / Команда        | «Замоскворецкий» КС | 2 | 1 | 1 | 1 | 1 | 1 | 1 | 1 | 1  | 1  | 1  | 1  | 1  | 1 |
| КС «Орехово»            | 4                   | 2 | 2 | 2 | 2 | 4 | 2 | 2 | 3 | 2  | 2  | 2  | 2  | 2  |   |
| ОЛЛС                    | 6                   | 7 | 6 | 4 | 4 | 3 | 4 | 5 | 5 | 6  | 4  | 5  | 3  | 3  |   |
| «Сокольнический» КЛ     | 3                   | 3 | 4 | 5 | 5 | 6 | 5 | 3 | 2 | 4  | 5  | 6  | 4  | 4  |   |
| СК «Замоскворечье»      | 1                   | 4 | 5 | 7 | 6 | 7 | 6 | 7 | 6 | 5  | 6  | 3  | 5  | 5  |   |
| КФ «Сокольники»         | 5                   | 6 | 7 | 6 | 7 | 5 | 6 | 7 | 8 | 8  | 8  | 8  | 8  | 6  |   |
| «Новогиреево»           | 7                   | 5 | 3 | 3 | 3 | 2 | 3 | 4 | 4 | 3  | 3  | 4  | 6  | 7  |   |
| «Физическое воспитание» | 8                   | 8 | 8 | 8 | 8 | 8 | 8 | 8 | 7 | 7  | 7  | 7  | 7  | 8  |   |

### Матч «Чемпион — Сборная»
Традиционный матч (с вручением кубка) был проведен 20 октября.
| 20 окт | «Замоскворецкий» КС          | 2:3 | Москва                               | Москва                              |
| | - Шурупов 1:1′ - Исаков 2:1′ |     | - 0:1′ 2:3′ Мартынов - 2:2′ Жибоедов | Стадион: поле ЗКС Судья: И.Керцелли |
| «Замоскворецкий» КС: Н.Лавров - Розенберг, С.Сысоев - М.Романов, К.Блинков, П.Лавров - Малюков, Шурупов, Исаков, В.Блинков, Яковлев Москва: Н.Соколов - Бочаров, Шмидт - В.Ратов, Селин, Малахов - Выборнов, В.Григорьев, М.Денисов, Мартынов, Жибоедов |                              |     |                                      |                                     |

### Символическая сборная

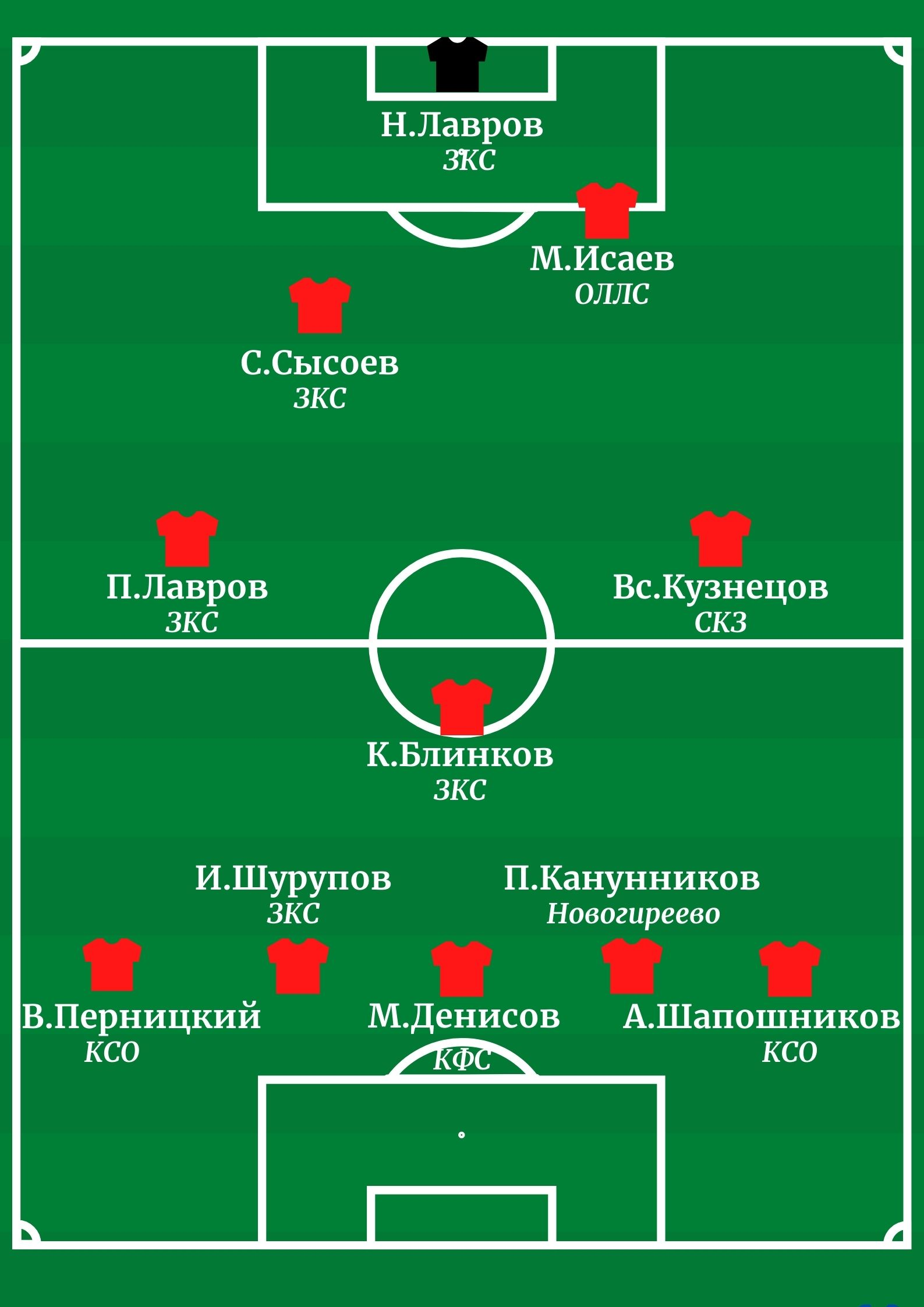

По итогам сезона журнал «Спорт» провел анкетирование своих читателей с целью определения символической сборной Москвы текущего сезона.

## Низшие уровни
- Кубок Вашке (II команды класса «А»)

Победитель — «Новогиреево» — II
- Кубок Миндера (III команды класса «А»)

Победитель — «Новогиреево» — III

### Кубок Мусси (класс «Б»)
Победитель — «Мамонтовка» (переход в класс «А»)
2. «Спарта» 3.«Баулино» 4. «Чухлинка-Шереметьевский» КС
(команды МКЛС, МКЛ, «Унион», «Измайловский» КС сняты с турнира)
- Турнир для II команд класса «Б»

Победитель — СК «Замоскворечье» — II
- Турнир для III команд класса «Б»

Победитель — неизвестен

### класс «В»
- 1 подгруппа

Победитель — РГО «Сокол»
2. «Немчиновка» 3. «Рускабель» 4. «Маккаби» 5. КСМОГ
(команды «Наздар», «Сергиево», КЛИФ сняты с турнира)
- 2 подгруппа

Победитель — «Глухово»
2. СОБС 3. «Гладиатор» 4. «Благуша» 5. «Богатырь»
(команда «Тарасовка» снята с турнира)
В полуфиналах РГО «Сокол» обыграл команду СОБС, а «Глухово» обыграло «Немчиновку».
В финальном матче РГО «Сокол» обыграл команду «Глухово» и стал победителем класса «В».